# Age of Empires II: The Conquerors
Age of Empires II: The Conquerors, đôi khi được viết tắt là AoC hay AOK: TC (chữ "C" chỉ phiên bản 1.0c - phiên bản chuẩn hiện nay hoặc "Conquerors" - chinh phục) là bản mở rộng năm 1999 của trò chơi chiến lược thời gian thực Age of Empires II: The Age of Kings. Đây là phiên bản thứ tư của loạt Age of Empires bởi Microsoft Game Studios và Ensemble Studios. Nó bổ sung 5 nền văn minh mới (Aztec, Maya, Tây Ban Nha, Triều Tiên, Hung Nô), 4 chiến dịch mới, 11 đơn vị mới, 26 công nghệ mới, chế độ chơi mới, bản đồ mới và các tùy chỉnh khác cho cách chơi.

## Thay đổi cách chơi
The Conquerors Expansion cũng giới thiệu tính năng cách chơi mới khác nhau và điều chỉnh, bao gồm chế độ chơi mới là Defend the Wonder, King of the Hill và Wonder Race. Bản đồ bổ sung, một số dựa trên vị trí thực tế bằng địa lý, và mùa đông mới và kết cấu địa hình nhiệt đới. Trong trò chơi, bộ binh có thể đồn trú trong máy đập thành, bảo vệ bộ binh trong khi tăng tốc độ và sát thương của máy, trong khi tàu có thể để tạo đội hình để chiến đấu hiệu quả hơn. Đồ họa là vẫn như cũ, nhưng 4 nền văn minh mới đã được thêm vào như Tây Ban Nha và Hung Nô. Ngoài các đơn vị mới, nâng cấp dây chuyền trong trò chơi đã được mở rộng để cung cấp nhiều sự lựa chọn đơn vị hơn.
Quản lý vi mô được thực hiện dễ dàng hơn, bởi một kịch bản cải thiện trí thông minh nhân tạo của người dân và vũ khí công thành. Dân làng giờ đây sẽ bắt đầu tự động thu thập tài nguyên nếu họ xây dựng các điểm thu thập tài nguyên, trong khi súng bắn đá sẽ không bắn nếu cuộc tấn công của họ là có khả năng gây tổn hại cho các đơn vị thân thiện. Ngoài ra, một nút được bổ sung vào cối xay gió, vốn sẽ cho phép các trang trại được thanh toán trước, để khi một cái hiện tại hết hạn, nó sẽ tự động được trồng lại. Lệnh chat được giới thiệu, để giao tiếp hiệu quả với những người chơi máy tính đồng minh.

### Chiến dịch
The Conquerors Expansion thêm 4 chiến dịch chơi đơn. Chúng dựa trên cuộc đời của Attila the Huns nắm quyền lực và đi chinh phục khắp miền châu Âu, Moctezuma và tộc người Aztec chống lại Hernán Cortés và cuộc đời chinh chiến của El Cid. Chiến dịch thứ tư, "Battles of the Conquerors", thực ra là một nhóm các kịch bản không liên quan, dựa trên những trận chiến lịch sử quan trọng. Chúng bao gồm Trận Agincourt có mục đích đưa vua Henry V trở về nước Anh an toàn, chuyến thám hiểm của Erik the Red đi tìm Thế giới mới (còn gọi là Vindlandsaga), trận Tours của người Frank chống lại người Moor và Berber dưới sự dẫn đầu của Charles Martel, trận Hastings của người Frank dưới sự lãnh đạo của William the Conqueror nhằm đánh bại quân đội của Harold the Saxon, Lepanto là cuộc chiến của người Tây Ban Nha chống lại sự đổ bộ của quân đội Turks, trận Manzikert của người Turks chống lại đội quân người Byzantines là những cuộc chiến lịch sử ở châu Âu. Ở châu Á có trận thủy chiến giữa tướng Yi Sun-sin của người Triều Tiên với thủy quân Nhật Bản ở mũi Noryang và trận chiến của Hideyoshi với Kyoto nhằm trả thù cho Tướng Oda Nobunaga và liên kết Nhật Bản.

### Chơi mạng
Tính đến tháng 6 năm 2006, The MSN Gaming Zone CD-ROM bị đóng cửa cho người chơi Age of Empires, cũng như nhiều trò chơi CD-ROM. Có một số máy chủ khác trên toàn thế giới cho Age of Empires II: The Conquerors vẫn còn hoạt động. Microsoft đã chính thức chuyển việc chơi mạng cho GameSpy Arcade (AOE Landing Page).

### Bản vá lỗi
1.0c là bản vá chính thức cuối cùng của Ensemble Studios, cố định lại nhiều lỗi và cân bằng của các đơn vị. Trước khi bản 1.0b tháp bắn pháo có thể đánh bại quân đội của máy dục thành dễ dàng' sau bản 1.0b và 1.0c, kỵ binh cung thủ và tháp bắn pháo được cân bằng để ít mạnh mẽ hơn. Đồ họa "tàu con rùa" bọc thép của Triều Tiên cũng được sửa đổi. Có tồn tại một bản vá 1.0e không chính thức của fan hâm mộ được thực hiện để cấm hầu hết các hình thức gian lận (nó không thay đổi bất cứ điều gì khác).